# Stazione di Talona
La stazione di Talona è una stazione della ferrovia Circumvesuviana, sita nel comune di Casalnuovo di Napoli.
Si trova sulla ferrovia Napoli-Nola-Baiano.

## Dati ferroviari
La stazione dispone di un fabbricato viaggiatori.
Ci sono due soli binari, uno in direzione Napoli e l'altro per Baiano. Alla fine dell'anno 2019 il plexiglas di copertura delle banchine su entrambi i lati, perché deteriorato, è stato sostituito con pannelli in metallo.
Non vi è scalo merci.

## Movimento passeggeri e ferroviario
Il traffico passeggeri è scarso, legato solo ai pendolari nell'ora di punta e agli studenti che frequentano le scuole nei comuni limitrofi.

## Servizi
La stazione dispone di
- Sottopassaggio